# 天主教大橄欖山自治會院區
天主教大橄欖山自治會院區是天主教在義大利一個自治會院區，直屬聖座。此自治會院區是天主教會現存十一個自治會院區之一。
大橄欖山會院始於1313年，1319年獲阿雷佐教區主教批准。自治會院區於1765年1月18日成立，1953年5月1日獲准成立參議會。自治會院區位於托斯卡納阿夏諾，2004年有480名教友、四個堂區和十六名司鐸。
現任院長是狄田佳·懷德·羅薩，榮休院長為彌額爾-安傑洛·利則·蒂里比利。